# Rhithrogena tateyamana
Rhithrogena tateyamana is een haft uit de familie Heptageniidae. De wetenschappelijke naam van de soort is voor het eerst geldig gepubliceerd in 1936 door Imanishi.
De soort komt voor in het Palearctisch gebied.